# 東京都立花畑学園
東京都立花畑学園（とうきょうとりつ はなはたがくえん）は、東京都足立区南花畑に所在する特別支援学校。知的障害のある児童生徒を対象とした小学部および中学部のほか、肢体不自由の児童生徒を対象とした小学部・中学部・高等部が設置されている。
東京都立南花畑特別支援学校（知的障害教育校）と東京都立城北特別支援学校（肢体不自由教育校）が統合し、2020年に開校した。

## 通学区域
知的障害教育部門
- 足立区（下記以外の地域）
  - 東京都立水元特別支援学校の学区：神明、六木、佐野、辰沼、神明南、北加平町、大谷田、谷中、加平、綾瀬、東綾瀬、東和、中川
  - 東京都立墨田特別支援学校の学区：千住桜木、千住元町、千住大川町、千住柳町、千住寿町、千住龍田町、千住中居町、千住緑町、千住橋戸町、千住河原町、千住仲町、千住宮元町、日ノ出町、千住、千住旭町、柳原、千住東、千住関屋町、千住曙町
  - 東京都立王子特別支援学校の学区：新田、宮城、小台[2]

肢体不自由教育部門
- 荒川区全域
- 足立区（下記以外の地域）
  - 東京都立北特別支援学校の学区：新田、宮城、小台

## 主な進学先
- 東京都立足立特別支援学校[3]

## アクセス
- 首都圏新都市鉄道つくばエクスプレス「六町駅」より約25分（約2km）

## 施設概要
- 敷地面積: 31,438㎡（A敷地: 12,426㎡、B敷地: 19,012㎡）
- 建築面積: 13,403.1㎡（A棟: 7,347.76㎡、B棟: 6,055.34㎡）
- 延床面積: 29,608.1㎡（A棟: 16,710.71㎡、B棟: 12,897.39㎡）
- 構造: 鉄筋コンクリート造、一部鉄骨造
- 基礎: 既成コンクリート杭
- 階数: 地上3階建て
- 工期: 2015年12月16日～2020年8月25日[4]